# 노현창
노현창(1991년 4월 24일 ~ )은 대한민국의 뮤지컬 배우다. 2019년 뮤지컬 '스웨그에이지 : 외쳐, 조선!'으로 데뷔했다.

## 방송
- 더블 캐스팅 (2020) - Top44

## 영화
- 2021 스웨그 에이지 : 외쳐, 조선! (2021) - 소똥 역

## 공연
- 2018 스타라이트 뮤지컬 페스티벌 (2018)
- 뮤지컬 리히터 (2019)
- 스웨그에이지 : 외쳐, 조선! (2019)
- 미스매치 (2020)
- 젠틀맨스가이드 : 사랑과 살인편 (2021)
- 어차피 혼자 (2022)

## 음반
- 뮤지컬 미스매치 OST (2020)
- 뮤지컬 [스웨그 에이지 : 외쳐, 조선!] OST (2021)